# Гданск
Гданск или Данциг (на полски: Gdańsk; на кашубски: Gduńsk; на немски: Danzig) е шестият по големина град в Полша, най-важното полско пристанище и столица на Поморското войводство.
Административно е обособен в отделен окръг (повят) с площ 261,96 км2.
Градът е част от агломерацията Труймясто. Смята се за традиционна столица на Кашубия.

## География
Градът се намира в историческия регион Гданска Померания. Разположен е край Гданския залив в южната част на Балтийско море, в устието на река Мотлава при вливането и в Ленивка, един от ръкавите на река Висла.

## Население
Населението на града възлиза на 460 517 души (2012 г.). Гъстотата е 1758 души/км2.

## История
Гданск е споменат за първи път през 997 година в летопис за Св. Адалберт Пражки с името – Gyddanyzc. Известен е и с немското име Данциг (на немски: Danzig).
Археологическите разкопки установяват, че на територията на Гданск е имало поселение още през V век. Славяни от племето поморяни започват да заселват района през VII век, а немски колонисти в XII век.
На 14 ноември 1308 година Гданск е завладян от Тевтонския орден. От 1361 година градът става член на Ханзейския съюз.
След края на Тринадесетгодишната война между Жечпосполита и Тевтонския орден (1466) Гданск става част от Полша. 
Около 1500 г. през града се търгува шведско зърно.
В резултат на разделението на Полша през 1793 година градът е присъединен към Кралство Прусия, в което остава до края на Първата световна война.
Според Версайския мирен договор Гданск получава статут на свободен град, управляван от Общество на народите. През 1939 година Третият райх си връща града.
След края на Втората световна война Гданск преминава към Полша, с което от Германия са отделени региони от изключителна важност за историята и културата на немския народ.

## Климат
Климатът в Гданск е умерен със студена зима и меко лято с чести валежи. Средните температури варират от -1.0 °C до 17.2 °C. Количеството валежи е от 31.0 мм до 84.0 мм за месец. Климатът е морски, влажен, променлив и мек.
Сезоните са ясно разграничими. Пролетта започва през март и първоначално е студена и ветровита (променяйки се след това в топла и слънчева). Лятото започва през юни с преобладаващо топло, на моменти горещо време (температурите достигат до 30 – 35 °C през лятото). Средното количество на слънчевите часове е около 1600. Есента обикновено започва през септември със слънчево и топло време, променящо се в студено, влажно и мъгливо през ноември. Зимата продължава от декември до март. Характерни са ниски температури (стигащи до -15 °C) и снеговалежи.

## Промишленост
Градът е център на нефтохимическо и машиностроително производство. Има голямо пристанище на Балтийско море.

## Спорт
Гданск е дом на футболния клуб „Лехия“.

## Известни личности
Родени в Гданск
- Херман Балк (1893 – 1982), офицер
- Гюнтер Грас (р. 1927), писател
- Богдан Лис (р. 1952), политик
- Михал Йежи Понятовски – полски духовник, примас на Полша и Литва (1785 – 1794 г.)
- Густав Раде (1831 – 1903), изследовател
- Хайнрих Рикерт (1863 – 1936), философ
- Габриел Фаренхайт (1686 – 1736), физик
- Артур Шопенхауер (1788 – 1860), философ

Други
- Лех Валенса (р. 1943), политик, живее в града от 60-те до 80-те години

## Фотогалерия
- Старият град в Гданск – снимка през нощта
- Журав – средновековния пристанищен кран в Гданск
- Гданск през 90-те години на 19 век
- Фонтан „Нептун“
- Градски стадион

## Побратимени градове
Гданск е побратимен със следните градове:
- Астана, Казахстан, след 1996
- Барселона, Испания, след 1990
- Битов, Полша, след 2007
- Бремен, Германия, след 1976
- Вилнюс, Литва, след 1998
- Калининград, Русия, след 1993
- Калмар, Швеция, след 1991
- Кливланд, САЩ, след 1990
- Марсилия, Франция, след 1992
- Ница, Франция, след 1999
- Бургас, България, след 2002
- Одеса, Украйна, след 1996
- Оран, Алжир, след 1994
- Палермо, Сицилия Италия, след 2005
- Ротердам, Холандия, след 1998
- Руан, Франция, след 1992
- Санкт Петербург, Русия след 1993
- Сефтън, Великобритания, след 1993
- Турку, Финландия, 1958
- Хелсингьор, Дания, след 1992
- Шанхай, Китай, след 2004